# Kanischka-Stupa

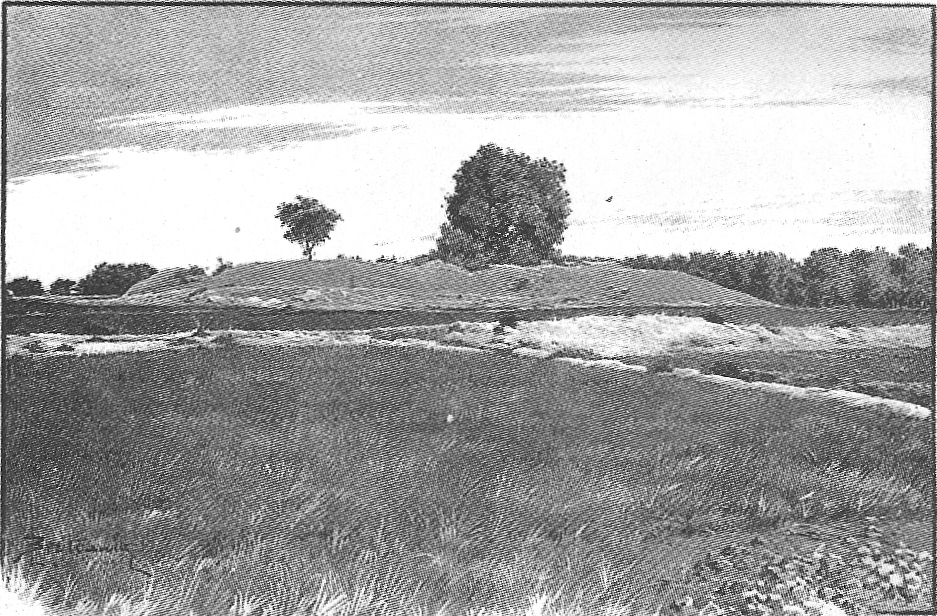
Reste des Kanischka-Stupa

Der Kanischka-Stupa ist ein historischer Stupa bei Peschawar, den der Kuschana-Herrscher Kanischka etwa um 150 n. Chr. errichten ließ. Der Bau ist durch Ausgrabungen und durch Berichte chinesischer Pilger bekannt.

## Lage
Die spärlichen Überreste des Stupa befinden sich im ca. 3 km südlich von Peschawar gelegenen Vorort Shah-Ji-Ki-Dheri.

## Historische Berichte
Drei chinesische Pilger hinterließen Beschreibungen des Baues, Faxian reiste zwischen 399 und 412. Songyun besuchte den Stupa 512 und Xuanzang um 630. Songyun beschreibt den Stupa als im unteren Teil des Baues aus Stein, einem Aufbau aus Holz, reich verziert und mit einer Treppe und einer vergoldeten eisernen Spitze. Die chinesischen Pilger berichten von einer Höhe von 591 bis 689 Fuß, was ca. 180 bis 210 Metern entspricht; nach den Angaben des chinesischen Pilgers Faxian war der Bau aber nur 120 Meter hoch. Der Stupa wurde mehrmals vom Blitz getroffen und auch Erdbeben setzten ihm zu – er ist jedoch immer wieder restauriert worden. Der arabische Historiker und Schreiber al-Bīrūnī sah den Bau noch im frühen 11. Jahrhundert; er wurde jedoch kurze Zeit später von Mahmud von Ghazni (reg. 988–1030) zerstört und durch Menschenhand (Steinentnahme) und Naturkräfte beinahe dem Erdboden gleichgemacht.

## Reliquiar

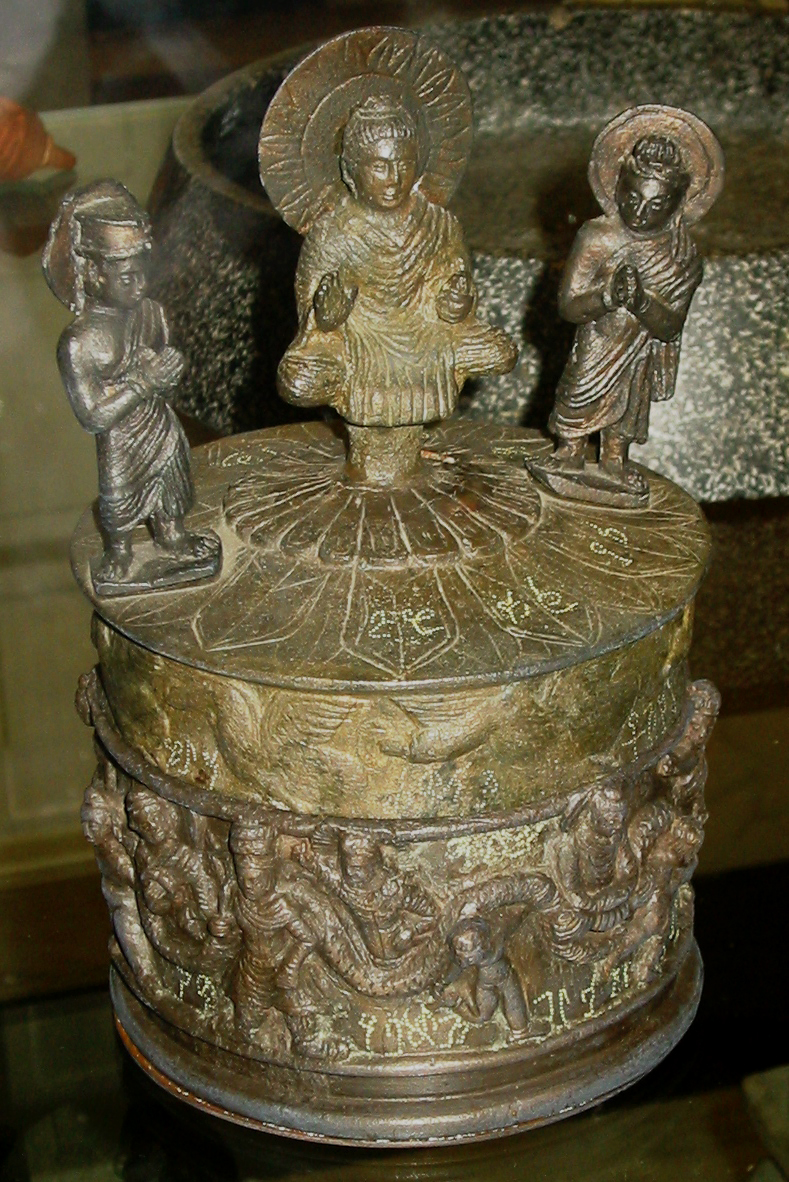
Kanischka-Reliquiar

Britische Ausgrabungen unter der Leitung von David Brainerd Spooner fanden 1908 bis 1909 statt, dabei wurde das nur etwa 18 cm hohe und knapp 13 cm im Durchmesser große, aber reichverzierte bronzene Kanischka-Reliquiar gefunden, welches sinngemäß folgende Inschrift trägt:
Dieses Parfumdöschen als verdienstvolles Geschenk von Mahārāja Kanishka in der Stadt Kanishkapuraie möge durch die Annahme durch die Lehrer des Sarvāstivādin zum Wohlergehen und Glück aller Lebewesen beitragen... der Aufseher der Bauarbeiten des Refektoriums im Kanishka-Kloster von Mahāsena's saṁghārāma
Auf dem Deckel der Dose befinden sich drei Personen, deren mittlere eindeutig als auf einem Lotosthron sitzender Buddha mit erhobener rechter Hand (abhayamudra) identifiziert werden kann. Bei den beiden seitlich stehenden Figuren handelt es sich – trotz einiger Bedenken – wahrscheinlich um die anbetenden Hindugottheiten Brahma und Indra, aber auch ein nicht näher bezeichneter König (als Repräsentant weltlicher Macht) und ein Bodhisattva (als Repräsentant geistlicher Macht) sind ins Spiel gebracht worden. Alle drei Figuren sind mit Toga-artigen Gewändern bekleidet. Die Darstellung Buddhas gehört – zusammen mit derjenigen auf dem Bimaran-Reliquiar – zu den ältesten bekannten Bildnissen des Erleuchteten.
In der Dose wurden drei Knochenfragmente gefunden, die vom Buddha stammen sollen; ob sie Teil des Geschenkes waren oder ob das Behältnis speziell für die bereits am Ort verehrten Reliquien angefertigt wurden, ist unklar. Die Reliquien befinden sich heute in einer Pagode auf einem Hügel über der zentralbirmanischen Stadt Mandalay. Das Original der Dose befindet sich im Museum von Peschawar; eine Kopie wird im British Museum in London gezeigt.

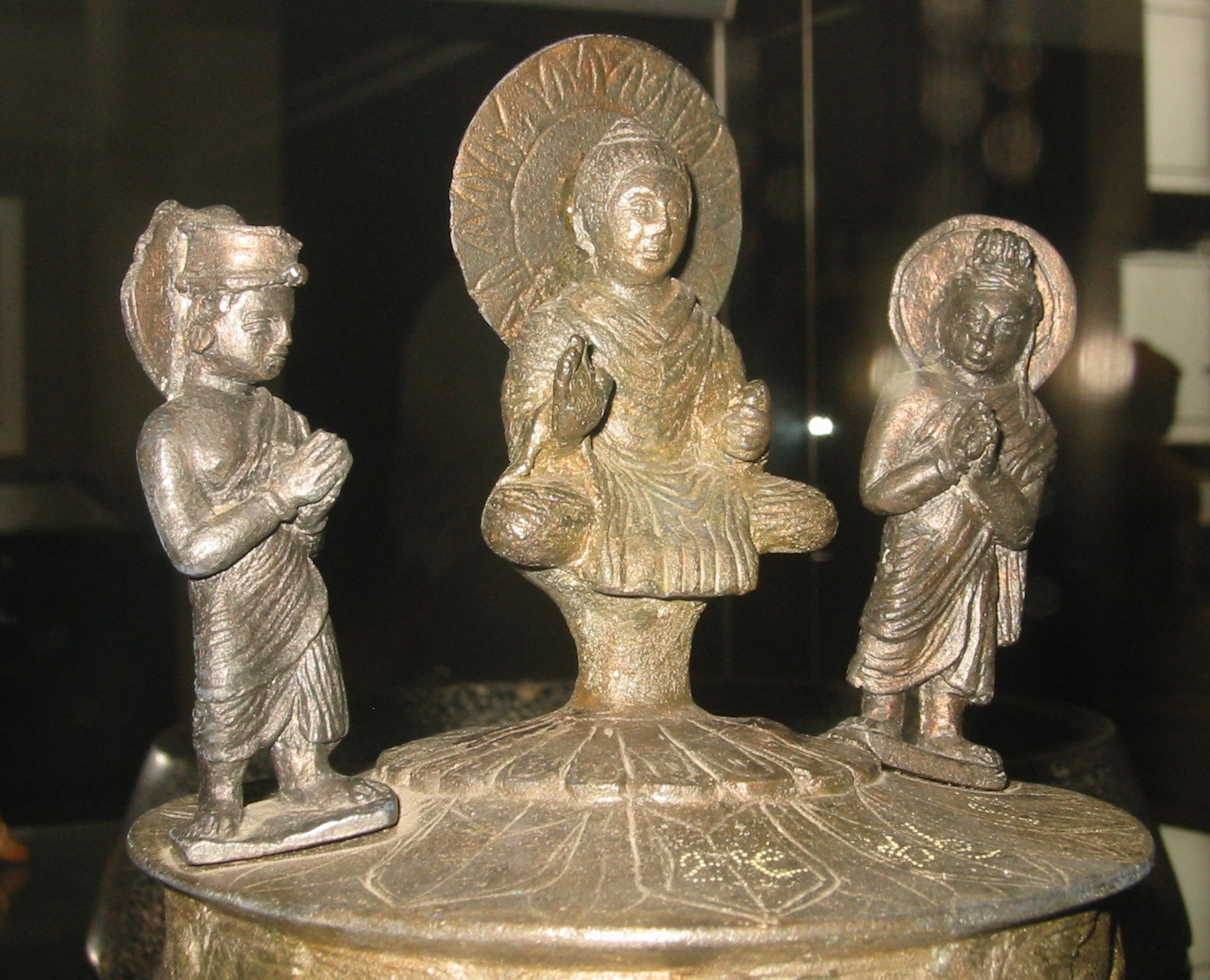
Indra, Buddha und Brahma
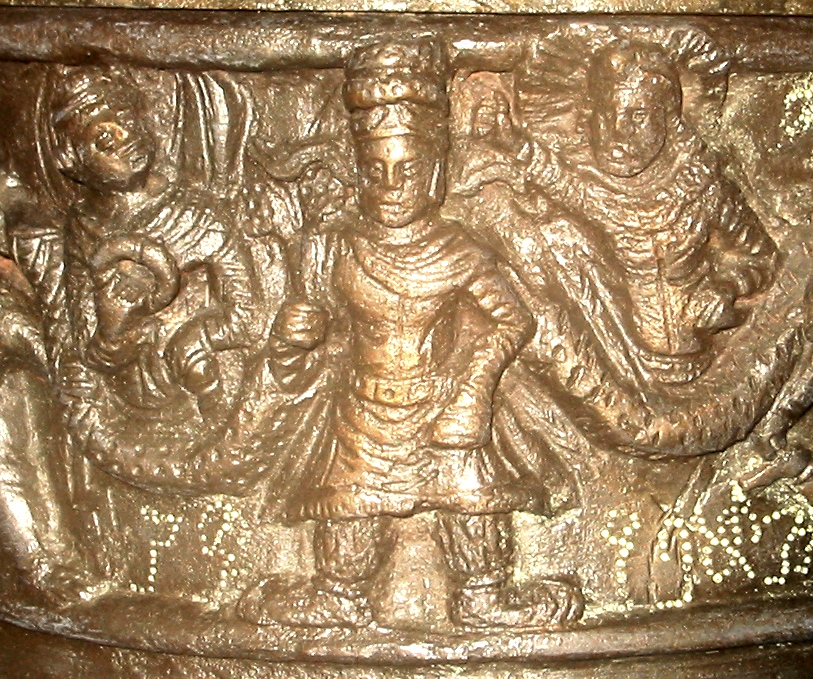
Kanishka umgeben von Sonnen- und Mondgott
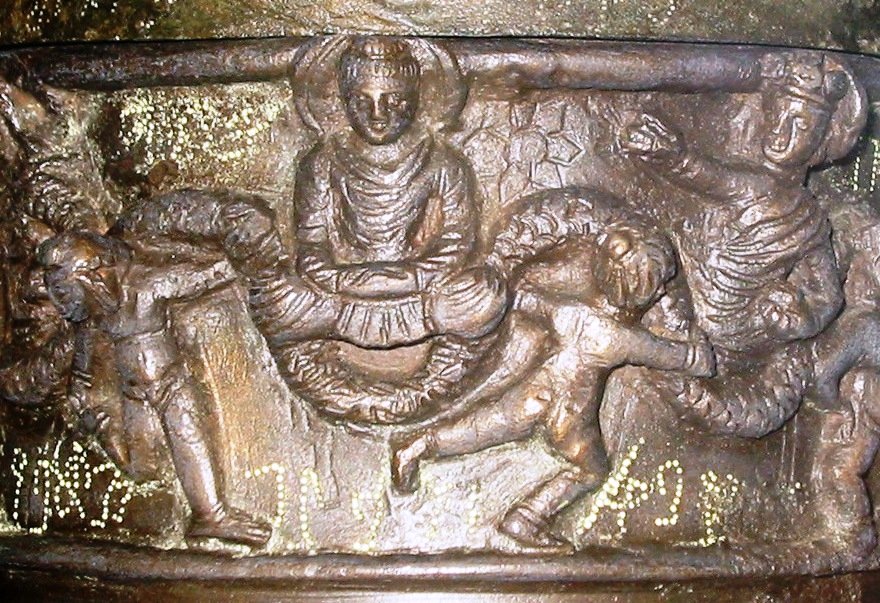
Buddha umgeben von cherubs
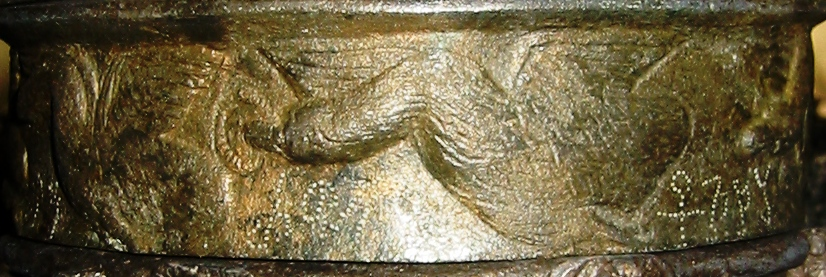
Flug der heiligen Gänse (hamsa)